# Cottonwood Falls
Cottonwood Falls és una població dels Estats Units a l'estat de Kansas. Segons el cens del 2006 tenia 955 habitants.

## Demografia
Segons el cens del 2000, Cottonwood Falls tenia 966 habitants, 375 habitatges, i 227 famílies. La densitat de població era de 643,1 habitants per km².
Dels 375 habitatges en un 28,3% hi vivien nens de menys de 18 anys, en un 47,2% hi vivien parelles casades, en un 11,7% dones solteres, i en un 39,2% no eren unitats familiars. En el 34,4% dels habitatges hi vivien persones soles el 20,5% de les quals corresponia a persones de 65 anys o més que vivien soles. El nombre mitjà de persones vivint en cada habitatge era de 2,27 i el nombre mitjà de persones que vivien en cada família era de 2,93.
Per edats la població es repartia de la següent manera: un 23,2% tenia menys de 18 anys, un 6,1% entre 18 i 24, un 29,6% entre 25 i 44, un 18,1% de 45 a 60 i un 23% 65 anys o més.
L'edat mediana era de 39 anys. Per cada 100 dones de 18 o més anys hi havia 90,7 homes.
La renda mediana per habitatge era de 28.947$ i la renda mediana per família de 37.986$. Els homes tenien una renda mediana de 27.639$ mentre que les dones 19.167$. La renda per capita de la població era de 15.166$. Entorn del 8,8% de les famílies i l'11,6% de la població estaven per davall del llindar de pobresa.

## Poblacions més properes
El següent diagrama mostra les poblacions més properes.